# Букреевы
Букреевы — дворянский род.
Предок рода Букреевых, Иван Михайлович, по разборным книгам Курского наместничества за 1697 г., записан в числе дворян, служил рейтарскую полковую службу с 1675 года, и состояло за ним недвижимое имение в курском уезде.
Определением герольдии, состоявшем в 1833 году, род Букреевых утверждён в древнем дворянском достоинстве со внесением в VI часть дворянской Родословной книги Орловской губернии.

## Описание герба
В чёрном щите с серебряной главою выходящие из левого бока, из серебряного облака две руки в золотых латах, выпускают золотую стрелу из золотого лука. В главе щита три лазоревых серпа обращённые влево.
Над щитом дворянский шлем с короной. Нашлемник: рука в золотых латах, вытянутая вверх держит чёрный меч. Намёт: справа — чёрный с золотом; слева — лазоревый с серебром. Герб Букреева внесён в Часть 13 Общего гербовника дворянских родов Всероссийской империи, стр. 38.